# Sharon Bowles
Sharon Bowles, baronessa Bowles di Berkhamsted (Oxford, 12 giugno 1953), è una politica britannica, europarlamentare dal 2005 al 2014 (VI e VII legislatura).